# KTSニュース
『KTSニュース』（ケーティーエスニュース）は、鹿児島テレビとコミュニティ放送局の鹿児島シティエフエム（フレンズFM、鹿児島テレビの関連企業）で放送されているニュース番組の名称。

## 鹿児島テレビの『KTSニュース』
ローカルニュースは1日1回放送される。

### 放送時間
- 21:54 - 22:00 （月曜日 - 木曜日）
- 22:52 - 23:00 （金曜日）

### 過去の放送時間
- 14:50 - 14:55 （平日） - 2010年10月4日から4年半ぶりに再独立。2011年度いっぱいまで。
- 16:00 - 16:05 （平日） - この時間は2012年度。2013年度からは『ゆうテレ』に再内包。
- 15:55 - 16:00 → 16:55 - 17:00 （平日） - 『スーパーニュースイマジン』の放送開始によって廃枠。2006年3月31日まで。イマジンの番組終了後も後継番組『情報WIDE つぼチャンネル』→『げっきん!かごしま』（2009年度まで）の中に内包されていた。
- 23:55 - 24:00 （土曜日） - 終了時期不明
- 11:50 - 12:00 （日曜日、『産経テレニュースFNN』を内包）2016年3月27日で終了。2019年現在は『FNN Live News days』を放送。
- 20:54 - 21:00 （日曜日） ‐ 2017年9月24日まで『日曜ファミリア』内包時代を除く。
- 6:00 - 6:15 （日曜日、2018年3月25日まで『FNNニュース』を内包、2016年3月27日までは『産経テレニュースFNN』を内包し、2018年4月1日から『FNNニュース』として放送。）
- 20:54 - 21:00 （土曜日・月曜日 - 木曜日、『THE NEWSα Pick』を内包。2015年10月4日 - 2016年4月10日は日曜日のみ『こんやのニュース』として放送。2017年10月1日 - 2018年3月25日は日曜日のみ『THE NEWSα Pick』として放送。）
- 21:50 - 21:55（金曜日、同上）
- かつては、平日午後(14:55 - 15:00、後に14:00 - 14:05)と、『NNN昼のニュース』(1994年3月31日まで)の全国向けニュースの終了後に本番組が放送されていた。

## 鹿児島シティエフエムの『KTSニュース』
鹿児島県内のニュースを扱う。KTSランド（KTS関連企業）の提供で放送。

### 放送時間
- 9:00 （月曜 - 金曜、『かごしま通勤ナビゲーション』内で放送）
- 13:00 （月曜 - 木曜）
- 18:00 （金曜日）